# Ljubezen v kleti
Ljubezen v kleti: Drama v treh dejanjih je dramsko delo Toneta Čufarja iz leta 1935. Vrnil se je k zgodbi Tragedije v kleti in isto snov obdelal na nov način, z enakimi moralnimi zapleti in podobno katastrofo. Prvotna lirika se umakne realističnemu upodabljanju podzemlja in njegovih stanovalcev.

## Objava
Drama je izhajala v radijski reviji Naš val leta 1935, tretje dejanje pa je bilo istega leta objavljeno tudi v reviji Književnost.